# 苟仁错
苟仁错又称苟鲁错，位于中国青海省西南部玉树藏族自治州治多县境内，东距青藏公路84道班28千米。湖泊长12.1千米，最大宽2.5千米，面积23.5平方千米。湖岸除北部较陡峭，其余为宽阔的山麓倾斜平原。集水面积510平方千米，补给系数21.7。湖水主要依靠地表径流补给，以西岸入湖的苟鲁重钦玛曲最大。